# The Wörld Is Ours
The Wörld Is Ours ist der Titel von zwei CDs und DVDs mit Livemitschnitten der britischen Hardrock- und Heavy-Metal-Band Motörhead. Sie umfasst zwei Ausgaben – Volume 1 und Volume 2 –, die in zwei aufeinanderfolgenden Jahren veröffentlicht wurden.

## The Wörld Is Ours – Volume 1
Die CD/DVD mit dem Beinamen Everywhere Further Than Everyplace Else umfasst zum Großteil den Mitschnitt eines Konzertes der Band am  9. April 2011 in Santiago de Chile, das durch Aufnahmen eines Auftrittes im Best Buy Theater in New York (DVD-Titel 18 bis 20, CD2 Titel 5 bis 7) vom 28. Februar 2011 und vom 16. November 2010 im Apollo in Manchester (DVD-Titel 21 bis 26, CD2 Titel 8 bis 13) ergänzt wurde. Das Format der Veröffentlichung bestand aus einer Doppel-CD mit Audioaufnahmen sowie einer DVD mit Filmaufnahmen der Liveauftritte. Im New Yorker Konzert sang die Deutsche Doro den Text zu Killed By Death. Während des Gigs in Großbritannien hatte im Stück Born to Raise Hell Michael Monroe einen Gastauftritt als Sänger.

### Titelliste
| Nr. | Titel                              | Medium | Länge | Nr. | Titel                              | Medium | Länge |
| --- | ---------------------------------- | ------ | ----- | --- | ---------------------------------- | ------ | ----- |
| 1   | Iron Fist                          | DVD    | 4:57  | 1   | Iron Fist                          | CD1    | 4:57  |
| 2   | Stay Clean                         | DVD    | 3:27  | 2   | Stay Clean                         | CD1    | 3:27  |
| 3   | Get Back In Line                   | DVD    | 4:13  | 3   | Get Back In Line                   | DVD    | 4:13  |
| 4   | Metropolis                         | DVD    | 4:37  | 4   | Metropolis                         | CD1    | 4:37  |
| 5   | Over The Top                       | DVD    | 2:35  | 5   | Over The Top                       | CD1    | 2:35  |
| 6   | One Night Stand                    | DVD    | 3:48  | 6   | One Night Stand                    | CD1    | 3:48  |
| 7   | Rock Out                           | DVD    | 2:14  | 7   | Rock Out                           | CD1    | 2:14  |
| 8   | The Thousand Names Of God          | DVD    | 6:59  | 8   | The Thousand Names Of God          | CD1    | 6:59  |
| 9   | I Got Mine                         | DVD    | 5:06  | 9   | I Got Mine                         | CD1    | 5:06  |
| 10  | I Know How To Die                  | DVD    | 3:06  | 10  | I Know How To Die                  | CD1    | 3:06  |
| 11  | The Chase Is Better Than The Catch | DVD    | 5:21  | 11  | The Chase Is Better Than The Catch | CD1    | 5:21  |
| 12  | In The Name Of Tragedy             | DVD    | 7:44  | 12  | In The Name Of Tragedy             | CD1    | 7:44  |
| 13  | Just 'Cos You Got The Power        | DVD    | 5:53  | 13  | Just 'Cos You Got The Power        | CD1    | 5:53  |
| 14  | Going To Brazil                    | DVD    | 2:52  | 1   | Going To Brazil                    | CD2    | 2:52  |
| 15  | Killed By Death                    | DVD    | 5:14  | 2   | Killed By Death                    | CD2    | 5:14  |
| 16  | Ace Of Spades                      | DVD    | 5:22  | 3   | Ace Of Spades                      | CD2    | 5:22  |
| 17  | Overkill                           | DVD    | 6:51  | 4   | Overkill                           | CD2    | 6:51  |
| 18  | Rock Out                           | DVD    | 2:24  | 5   | Rock Out                           | CD2    | 2:24  |
| 19  | The Thousand Names Of God          | DVD    | 6:29  | 6   | Rock Out                           | CD2    | 2:24  |
| 20  | Killed By Death                    | DVD    | 4:57  | 7   | Killed By Death                    | CD2    | 4:57  |
| 21  | We Are Motörhead                   | DVD    | 2:44  | 8   | We Are Motörhead                   | CD2    | 2:44  |
| 22  | Stay Clean                         | DVD    | 3:06  | 9   | Stay Clean                         | CD2    | 3:06  |
| 23  | Be My Baby                         | DVD    | 4:10  | 10  | Be My Baby                         | CD2    | 4:10  |
| 24  | Get Back In Line                   | DVD    | 4:04  | 11  | Get Back In Line                   | CD2    | 4:04  |
| 25  | I Know How To Die                  | DVD    | 3:25  | 12  | I Know How To Die                  | CD2    | 3:25  |
| 26  | Born To Raise Hell                 | DVD    | 5:30  | 13  | Born To Raise Hell                 | CD2    | 5:30  |

## The Wörld Is Ours – Volume 2
Die DVD mit Doppel-CD trug den Beinamen Anyplace Crazy As Anywhere Else und wurde überwiegend beim Wacken Open Air (W:O:A)  am 6. August 2011 aufgenommen. Im Bonusmaterial mit Eindrücken vom Festival werden zwei leicht skurril wirkende Fans mit Namen Richard und Mick begleitet. Beide treffen am Ende persönlich auf Rudolf Schenker und die Mitglieder der Band Motörhead. Zusätzlich zum W:O:A-Mitschnitt sind Stücke (DVD-Titel 18 bis 23, CD2 Titel 3 bis 8), die während des Sonisphere Festival in Großbritannien vom 10. Juli 2011 sowie beim Rock In Rio 2011 (DVD-Titel 24 bis 28, CD2 Titel 9 bis 13) aufgenommen wurden, mit veröffentlicht.

### Titelliste
| Nr. | Titel                              | Medium | Nr. | Titel                              | Medium |
| --- | ---------------------------------- | ------ | --- | ---------------------------------- | ------ |
| 1   | Iron Fist                          | DVD    | 1   | Iron Fist                          | CD1    |
| 2   | Stay Clean                         | DVD    | 2   | Stay Clean                         | CD1    |
| 3   | Get Back In Line                   | DVD    | 3   | Get Back In Line                   | DVD    |
| 4   | Metropolis                         | DVD    | 4   | Metropolis                         | CD1    |
| 5   | Over The Top                       | DVD    | 5   | Over The Top                       | CD1    |
| 6   | One Night Stand                    | DVD    | 6   | One Night Stand                    | CD1    |
| 7   | Rock Out                           | DVD    | 7   | Rock Out                           | CD1    |
| 8   | The Thousand Names Of God          | DVD    | 8   | The Thousand Names Of God          | CD1    |
| 9   | I Know How To Die                  | DVD    | 9   | I Know How To Die                  | CD1    |
| 10  | The Chase Is Better Than The Catch | DVD    | 10  | The Chase Is Better Than The Catch | CD1    |
| 11  | In The Name Of Tragedy             | DVD    | 11  | In The Name Of Tragedy             | CD1    |
| 12  | Just 'Cos You Got The Power        | DVD    | 12  | Just 'Cos You Got The Power        | CD1    |
| 13  | Going To Brazil                    | DVD    | 13  | Going To Brazil                    | CD1    |
| 14  | Killed by Death                    | DVD    | 14  | Killed by Death                    | CD1    |
| 15  | Bomber                             | DVD    | 15  | Bomber                             | CD1    |
| 16  | Ace of Spades                      | DVD    | 1   | Ace of Spades                      | CD2    |
| 17  | Overkill                           | DVD    | 2   | Overkill                           | CD2    |
| 18  | Iron Fist                          | DVD    | 3   | Iron Fist                          | CD2    |
| 19  | I Know How To Die                  | DVD    | 4   | I Know How To Die                  | CD2    |
| 20  | In The Name Of Tragedy             | DVD    | 5   | In The Name Of Tragedy             | CD2    |
| 21  | Killed By Death                    | DVD    | 6   | Killed By Death                    | CD2    |
| 22  | Ace Of Spades                      | DVD    | 7   | Ace Of Spades                      | CD2    |
| 23  | Overkill                           | DVD    | 8   | Overkill                           | CD2    |
| 24  | Stay Clean                         | DVD    | 9   | Stay Clean                         | CD2    |
| 25  | Over The Top                       | DVD    | 10  | Over The Top                       | CD2    |
| 26  | The Chase Is Better Than The Catch | DVD    | 11  | The Chase Is Better Than The Catch | CD2    |
| 27  | Going To Brazil                    | DVD    | 12  | Going To Brazil                    | CD2    |
| 28  | Killed By Death                    | DVD    | 13  | Killed By Death                    | CD2    |
| 27  | Eindrücke vom W:O:A                | DVD    | -   | -                                  | -      |

## Rezeption
Die beiden Veröffentlichungen wurden überwiegend positiv aufgenommen. Bemängelt wurde lediglich, dass sich die Titel gelegentlich überschneiden. In der Rezension auf laut.de wird besonders die gute Abmischung von Vol.1 lobend erwähnt. Generell muss sich jeder Konzertmitschnitt der Band mit dem vom Rolling Stone zu einem den besten Livealben aller Zeiten gewählten No Sleep ’til Hammersmith behaupten. Die beiden Sammlungen würden nicht wirklich etwas Neues bieten, seien aber handwerklich gut gemacht, so der Tenor der Kritiken.